# MFS (公司)
MFS (Masterminded For Success) 是來自德國柏林的一個獨立電子舞曲音樂廠牌。來自英國的馬克·雷德 (Mark Reeder)在1990年開創成立。廠牌活躍年限為1990-2008，2008-2018期間暫停發行唱片，廠牌仍未解散，2018年馬克·雷德開始與中國成都的電子搖滾樂團STOLEN合作，並製作其最新專輯 《Fragment/東方碎片》之後，雷德決定重啟MFS，特別為STOLEN在歐洲發行唱片，並擔任樂團經紀人。
冷戰時期屬東德的人民企业德意志唱片公司在1993年解散前曾資助此廠牌，成為東德第一間獨立舞曲廠牌。此後，雷德獨立經營MFS，也持續發行電子舞曲音樂唱片。
MFS被樂界公認為迷幻電音廠牌的創始先驅，且是第一個將Trance music “迷幻音樂曲風” 一詞成功定位的地下音樂廠牌。 MFS早期主要鎖定發行迷幻音樂風格，爾後也推出不同類型的電子音樂。 MFS幫助許多當時默默無名的DJ成功發跡，開創事業。如: 保羅凡戴克，Harald Blüchel, Mijk van Dijk, Gerret Frerichs等。

## 歷史

### 九零年代 - MFS
1990年12月，英國籍的雷德在德國成立MFS唱片廠牌。此英文名稱取自於前東德國家安全部史塔西(Stasi)的德文字母縮寫(Ministerium Für Staatssicherheit)。 初期簽下的藝人有Paul Browse 和 Johnny Klimek (兩人合組成 － Effective Force) 、DAF 的Gaby Delgado 和 Saba Komossa "2 German Latinos", "Neutron 9000" 。
MFS很快的以創作Trance迷幻曲風聞名。在1991年簽下DJ Mijk van Dijk, Cosmic Baby, Humate 和保羅凡戴克。雷德對創作出旋律及節奏輕快Techno的遠見，在Cosmic Baby發行的專輯中精彩詮釋了他的概念。MFS令大家最耳熟能詳的專輯為 《The Visions of Shiva》 由Harald Blüchel 和 Paul van Dyk 連合創作。他們在1993年解散之前，一起發行了 《Perfect day》和《How Much Can You Take?》。 MFS發行過另一張知名專輯為Humate的《Love stimulation》，保羅凡戴克也製作此同名混音單曲。
1992年MFS發行了第一張由Cosmic Baby & Mijk van Dijk製作的混音合輯，名為 《Tranceformed From Beyond》，此合輯也成為後來電音DJ創作制定了基礎。一年後，MFS讓保羅凡戴克製作一張混音合輯，為《X-MIX 1 – The MFS Trip》。 
MFS發行過許多知名專輯如 1992年《Stellar Supreme 》，1993年Dr Motte的《Ki》，1994年，Mijk van Dijk的《Afreuropamericasiaustralica》以及保羅凡戴克1994年的《45 RPM》和 1996年《Seven Ways》也是保羅人生中發行的最初兩張專輯。保羅凡戴克和Cosmic baby成為MFS旗下首要藝人，1994年Cosmic Baby因唱片公司BMG重金誘惑下而選擇跳槽。MFS也開始陸續簽下許多地下藝人，保羅當時為MFS主要創作藝人。90年代中期後，DJ保羅凡戴克的人氣迅速提高且成功的在電音市場達到頂端。1998年保羅凡戴克離開MFS後自創音樂廠牌Vandit。MFS隨後因Vandit發行專輯《Out There and Back》所屬權爭議和保羅進行法律訴訟案件。《Out There and Back》最後由MFS在英國的姐妹廠牌Deviant 推出發行。

### 廠牌中斷
1999年起，電子舞曲音樂開始轉型成許多新方向。 MFS也因唱片市場林立大小不同的廠牌而面臨了專輯發行問題。雷德亦然而然決定 Trance時代已經落幕，並將重心專注於發展其他曲風，如：Techno。他和匈牙利籍DJ Corvin Dalak 創造了一種更深沉且性感的電子舞曲音樂，稱為”Wet & Hard”。1999年，MFS成立了兩個名為 "Flesh" 和 "Telemetric"的副廠牌。Flesh曲風以 Wet & Hard為主; Telemetric 主要曲風為Techno，其中也製作了Trance風格的單曲。副廠牌Telemetric從未成功的打入電音市場。Flesh旗下DJ發行了一些知名且具爭議性的舞曲。如 DJ Corvin Dalek (雷德和他一起為知名藝人如 新秩序樂團、天命真女、 Da Hool、無信念樂團…等 製作混音單曲) Mr Sam, Eiven Major, Klang 和 Jan Kessler。
Flesh 發行的唱片，不但具有收藏性，雷德和Corvin Dalak共同設計的藝術平面 使其辨識度極高。極具爭議的專輯CD “Assorted Lovetoys”創下在瑞士被禁止發售的紀錄。Flesh廠牌，發行了許多經典的舞曲 如: Young People, Pounds & Penz, Pornoground, Crystal 和 I Like It 69。還有Wet & Hard曲風的合輯 ("Wet&Hard", "Flesh For Fantasy" 和 "Feel")。以及DJ Corvin Dalak的專輯 "I am a Dalak"，雷德和Corvin Dalek 為這張專輯展開世界巡迴演出，足跡遍布哥倫比亞、中國、美國、墨西哥、英國… 等。可惜的是，因歐洲許多主要黑膠壓製供應商倒閉，在2008年廠牌老闆雷德決定回到以往製作電子搖滾音樂，將MFS 和 Flesh暫時冷凍並且取消廠牌所有活動。

## 廠牌重啟
2017年春天，雷德在中國為他的音樂紀錄片 “B級片:地下柏林” (B-Movie: Lust in Sound in West Berlin) 做宣傳巡演時，當地友人倪兵推薦雷德一隻來自成都的電子樂團‘STOLEN秘密行動’，雷德初次看到STOLEN的現場演出時，對其極具爆發力與台下樂迷瘋狂的氛圍感到驚嘆不已。很快的，他們一起在成都花三天的時間錄製一張同名EP。隨後，STOELN決定請雷德擔任樂團第二張專輯的製作人。
2018年1月，STOLEN遠赴德國柏林，與雷德和他的工作夥伴Micha Adams一起錄製 "Fragment"專輯。Fragment錄製完成後，雷德決定為了發行這張專輯而重啟MFS廠牌。

## 外部連結
- MFS Official Website 官方網站 （页面存档备份，存于） (英文)
- 馬克·雷德的MySpace音樂社交網站 （页面存档备份，存于） (英文)
- 馬克·雷德的臉書粉絲團 （页面存档备份，存于）